# Behind the Times
Behind the Times è un EP della band AFI pubblicato l'11 giugno 1993 per la Key Lime Pie Records. Questa pubblicazione fu limitata a 560 copie. Nel 2007 ha raggiunto un valore approssimativo di 200$ su l'asta di eBay.
La prima e la seconda traccia vennero registrate e pubblicate sul vinile Very Proud of Ya e più tardi sull'omonimo vinile AFI. Le tracce 3 e 5 vennero registrate Sull'album integrale di debutto della band Answer That and Stay Fashionable.

## Tracce
1. Who Said You Could Touch Me? – 1:28
2. Rolling Balls – 2:28
3. Highschool Football Hero – 1:38
4. Rizzo in the Box – 2:01
5. Cereal Wars – 1:28
6. Born In The US of A – 1:43

## Formazione
- Davey Havok – voce
- Mark Stopholese – chitarra, voce secondaria
- Geoff Kresge – basso, voce secondaria
- Adam Carson – batteria, voce secondaria